# 平島村 (岐阜県)
平島村（へいじまむら）は、かつて岐阜県羽島郡にあった村である。
現在の羽島郡岐南町平島などに該当する。
当村発足時は羽栗郡であったが、郡の合併で羽島郡の村となっている。

## 歴史
- 1872年（明治5年） - 大区小区制により、若宮地村は岐阜県の第二大区第一小区[2]となる。
- 1878年（明治11年） - 郡区町村編制法により元の村に戻る。その後、野中村、三宅村、伏屋村、若宮寺村との5村と連合し、戸長役場は伏屋村に設置する。
- 1889年（明治22年）7月1日 - 町村制により平島村が発足。
- 1897年（明治30年）4月1日[3] - 羽栗郡と中島郡が合併して羽島郡となる。当村は羽島郡の村となる。
- 1897年（明治30年）4月1日 - 野中村、三宅村、伏屋村、若宮地村と合併し上羽栗村が発足。同日平島村廃止。